# La Chapelle-Saint-Maurice
La Chapelle-Saint-Maurice é uma comuna francesa na região administrativa de Auvérnia-Ródano-Alpes, no departamento da Alta Saboia. Estende-se por uma área de 6.48 km². Em 2010 a comuna tinha 116 habitantes (densidade: 17,9 hab./km²).